# 内部网

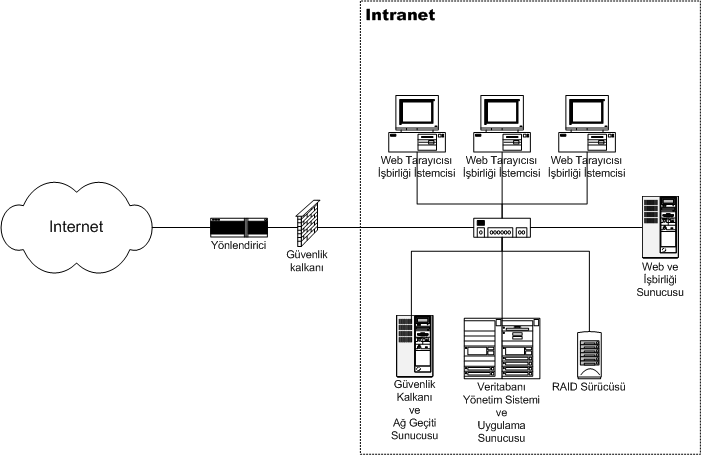
图片详细地示意了一个内部网。

内联网（Intranet），又稱企业内部网或内部网，是指采用因特网技术的计算机网络，它以TCP/IP协议作为基础，以Web为核心应用构成统一和便利的信息交换平台，例如文件传输、文件管理、电子邮件、网络管理、广域互连等多种服务。
使用者不仅可以透過局域网内使用，也可以通过防火墙以及路由器从远程对企业内部网进行访问。內聯網一般多指的是區域網絡。
另外，由于路由设置的原因，因特网上的非指定用户并不能访问到的网络也可称为内部网，例如由技术人员自行构建的网络。